# Alicia Porro
Alicia Porro   (Montevideo, 17 de maig de 1908 - 24 de novembre de 1983), va ser una música i poeta uruguaiana que va utilitzar el pseudònim Tacón de Fierro, per les seves composicions musicals, i l'heterònim Margarita Irigoyen per signar els seus gravats, alguns dels quals van il·lustrar portades dels seus llibres.

## Biografia
Va néixer a Montevideo (Uruguai), el 17 de maig de 1908. Els seus pares van ser Francisco F. Porro i Fermina Freire.
El 1938, es va llicenciar a la Facultat de Medicina de la Universitat de la República com metgessa obstetra, per després exercir en el seu consultori privat i en la Cooperativa Magisterial. El 1945 va obtenir el títol de bibliotecària i, més endavant, va fundar la Biblioteca Infantil n. 1 del Consell d'Educació Primària, institució en la qual també va tenir a càrrec el projecte sobre periodisme escolar, des del 1937 fins al 1956.
Sempre vinculada a l'Educació, va estar involucrada en diversos programes i projectes destinats a nens uruguaians. El 1941 va fundar la revista Compañeros, periòdic escolar amb un tiratge de 24.000 exemplars, i un club infantil amb el mateix nom, on va realitzar tallers en esperanto. També va dur endavant la Legión del Soldadito Verde, iniciativa per difondre els beneficis dels vaccins, els prejudicis de fumar i prendre begudes alcohòliques, recolzada per institucions públiques nacionals.
Ha publicat la seva obra escrita, musical i gràfica, i també va participar en programes de ràdio i televisió. A finals de 1928, comença una emissió radial en CX26, amb el nom de Señorita Lily, sent una de les primeres veus femenines a l'Uruguai i a Montevideo a fer-se càrrec d'una hora de transmissió. Això va donar lloc a diverses participacions en ràdio, CX 8, CX12, CX 18, CX 32, Cx38 Sodre. En televisió va aparèixer al Canal 4, en els programes Televisión Educativa i Unión de Madres. Va ser corresponsal literària de les revistes Orientación (Buenos Aires), Savia (Equador), Hostos (Puerto Rico), Señorita Lily (Quito).
Va ser considerada una de les joves poetes de «la nova generació» de l'americanisme de la dècada del 20. Va ser comparada amb Delmira Agustini i Juana d'Ibarbourou.

## Obres
- Savia Nueva, poemes, 1925.[6]
- Polen, poemes, 1928.
- Eva, contes i novel·les breus, 1928.[7]
- Periodismo Escolar en el Uruguay, 1946.
- Mario, poemes 1969.
- La puerta entreabierta, poemes, 1978.[8]